# Sigfrid Ehlin
Gustaf Sigfrid Wilhelm Ehlin, född 8 januari 1883 i Västerlövsta församling i Västmanlands län, död 7 september 1932 i Skeppsholms församling i Stockholm, var en svensk musiker, musikskribent och musikadministratör.
Ehlin studerade violin och kontrapunkt vid Kungliga Musikkonservatoriet 1902–1903 och 1907–1909. Han var musikkritiker i Social-Demokraten 1911–1914 och direktör för Stockholms konserthus 1925–1932. Han invaldes som ledamot nr 572 av Kungliga Musikaliska Akademien den 30 november 1921 och var akademiens kamrerare 1918–1928.
Han var från 1922 till sin död gift med förlagsdirektören Anna Ehlin-Rosenborg (1892–1958). Sigfrid Ehlin är begravd på Norra begravningsplatsen utanför Stockholm.